# ماري نورتن
ماري نورتن (بالإنجليزية: Mary Norton)‏‏ (10 ديسمبر 1903 - 29 أغسطس 1992 ) كاتِبة، وروائية، وكاتبة للأطفال من المملكة المتحدة.

## روابط خارجية
- ماري نورتن على موقع IMDb (الإنجليزية)
- ماري نورتن على موقع الموسوعة البريطانية (الإنجليزية)
- ماري نورتن على موقع قاعدة بيانات الفيلم (الإنجليزية)